# دانشگاه آزاد اسلامی واحد شهرکرد
دانشگاه آزاد اسلامی واحد شهرکرد، یکی از دانشگاه‌های شهرکرد است که در منطقه رحمتیه واقع شده‌است. دانشگاه آزاد اسلامی شهرکرد دارای رتبه «جامع» می‌باشد و در رتبه‌بندی‌های انجام گرفته در سال ۹۴، یکی از ۲۰ واحد برتر دانشگاه آزاد انتخاب شده‌است.
این دانشگاه دارای ۱۰۰ رشته تحصیلی است که از این تعداد، ۲۰رشته در مقطع دکتری تخصصی، ۱رشته در مقطع دکتری حرفه‌ای، ۴۵رشته در مقطع کارشناسی ارشد، ۴۰رشته در مقطع کارشناسی پیوسته و ناپیوسته و ۱۰رشته در مقطع کاردانی است.

## پیشینه
دانشگاه آزاد اسلامی واحد شهرکرد در اول اردیبهشت ماه سال ۱۳۶۲ با پذیرش ۵۶۸ دانشجو آغاز به فعالیت کرد.

## دانشکده‌ها
این دانشگاه دارای ۷ دانشکده می‌باشد.

### دانشکده علوم پزشكي شهرکرد
دانشکده پرستاری، مامایی و بهداشت در سال ۱۳۸۲ با مساحت ۱۷۰۰ متر مربع تأسیس گردید. این دانشکده علاوه بر ۱۲ کلاس درس و ۳ کلاس مجهز به تجهیزات سمعی و بصری، دارای اتاق اساتید، دفاتر مدیران گروه‌های آموزشی، دفتر کارشناس رشته و دفتر رئیس دانشکده می‌باشد. کلیه کلاس‌ها، کاملاً طبق استانداردهای آموزشی می‌باشد. در حال حاضر در دانشکده پرستاری، مامایی و بهداشت، ۴۰۸ دانشجوی پرستاری و ۲۲۸ دانشجوی مامایی و ۱۳۶ دانشجوی رشته بهداشت گرایش خانواده و ۱۱۵ دانشجوی رشته بهداشت گرایش مبارزه با بیماریها مشغول به تحصیل می‌باشند که جمعاً ۸۸۷ نفر می‌باشند.
www.nushk.ir وب سایت دانشکده

### دانشکده ادبیات و علوم انسانی
این دانشکده دارای گروه‌های تربیت بدنی، حسابداری، حقوق، آموزش زبان انگلیسی، زبان و ادبیات فارسی، علوم تربیتی، فقه و مبانی حقوق، مشاوره و راهنمایی و گروه معارف اسلامی است.

### دانشکده دامپزشکی
دانشکده دامپزشکی در سال ۱۳۶۵ تأسیس گردید. دانشکده دامپزشکی مشتمل است بر چهار زیرگروه آموزشی علوم پایه، پاتوبیولوژی، بهداشت موادغذائی و آبزیان و علوم درمانگاهی تقسیم گردیده‌اند.

### دانشکده علوم پایه
این دانشکده داری ۲ گروه ریاضی، زیست‌شناسی در گرایش‌های ژنتیک بیوشیمی و بیوتکنولوژی و میکروبیولوژی است.
بزرگترین دانشکده دانشگاه و بالغ بر ۴۰ کلاس درس ۵ انجمن علمی وسالن کنفرانس می‌باشد

### دانشکده فنی و مهندسی
این دانشکده دارای چهار گروه، برق و الکترونیک، عمران، کامپیوتر و مکانیک است.

### دانشکده صنايع غذايي و كشاورزي
این دانشکده دارای گروه‌های گیاه پزشکی ، شیلات، صنایع غذایی، علوم دامی، گیاهان دارویی و تولیدات گیاهی - باغبانی و شیمی دارویی است.
وب سایت دانشکده  agr.nushk.ir

### دانشکده هنر و معماری
دانشکده هنر و معماری در مهر ۱۳۸۰ تأسیس گردید. در سال تحصیلی ۹۰–۹۱، ۷۵۵ دانشجوی کاردانی، کارشناسی و کارشناسی نا پیوسته مهنسی معماری و ۹۷ دانشجوی ارتباطات تصویری (گرافیک) در این دانشکده مشغول به تحصیل بودند.

## خوابگاه‌های دانشجویی
دانشگاه آزاد اسلامی واحد شهرکرد دارای دو باب خوابگاه ملکی دخترانه و دو باب خوابگاه دانشجویی پسرانه است.